# 笙珊瑚科
笙珊瑚科（学名：Tubiporidae）为匍匐珊瑚目的一个科。類似中國傳統樂器的笙，西方人則把牠稱為管風琴珊瑚(Organ-pipe coral)。牠的骨骼是深紅色的，由很多細小的小圓管聯合成束而組成。笙珊瑚分佈在淺水區域，活體呈現深藍或深啡色，跟骨骼的形態和顏色有很大差別。

## 下级分类
本科包括以下属：
- Pachydavularia
- Rhodelina Bayer, 1981
- 笙珊瑚属 Tubipora Linnaeus, 1758

## 保育狀況
笙珊瑚科所有种均被列為《瀕危野生動植物種國際貿易公約》（CITES）附錄二的物種，被限制出口及貿易。不包括化石。